# همیلن (کنتاکی)
همیلن (به انگلیسی: Hamlin) یک منطقهٔ مسکونی در ایالات متحده آمریکا است که در شهرستان کلووی، کنتاکی واقع شده‌است. همیلن ۱۲۷٫۱ متر بالاتر از سطح دریا قرار دارد.